# Tuin van Ridván

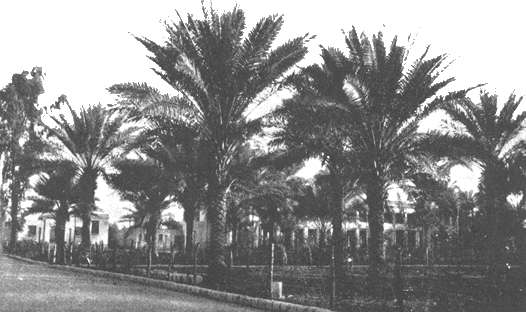
Tuin van Ridván, Bagdad

De Tuin van Ridván (letterlijk "tuin van het paradijs") is net buiten Bagdad gelegen, aan de overkant van de rivier de Tigris.
Dit is de locatie waar Bahá'u'lláh, stichter van het Bahá'í-geloof twaalf dagen verbleef, van 21 april tot 2 mei van 1863 nadat het Ottomaanse Rijk hem verbannen had uit Bagdad en vóór aanvang van zijn reis naar Constantinopel. Tijdens zijn verblijf maakte Bahá'u'lláh aan zijn volgelingen bekend dat hij de Hij dien God zal openbaren, de messiaanse figuur overeenkomstig Bábs voorspelling, was.
De tuin was voorheen bekend als de Najibiyyíh Tuin en pas na de verklaring van Bahá'u'lláh werd hij door zijn volgelingen de Tuin van Ridván genoemd. De twaalf dagen dat Bahá'u'lláh er verbleef worden door Bahá'ís gevierd als het "Feest van Ridván."
Op de plek van de tuin is enkele jaren geleden Medical City, een groot medisch academisch ziekenhuis gebouwd.

## Meer informatie
- Walbridge, John (2005). Sacred Acts, Sacred Space, Sacred Time. George Ronald, Oxford, VK, "Ridvan". ISBN 0853984069.